# Členek
Členek je nepregibna besedna vrsta, ki izraža sporočevalčevo oceno, sodbo ali mnenje in po kateri se ne moremo vprašati z nobeno vprašalnico, lahko pa ga nadomestimo s celotnim stavkom (na primer členek seveda v povedi Seveda bo jutri sijalo sonce. lahko zapišemo s stavkom O tem sem prepričan, /da bo jutri sijalo sonce./). Členki ne tvorijo samostojnih stavčnih členov. 
Členek je lahko vključen v stavek (spet v stavku Spet dežuje.) ali pa predstavlja pastavek (da v soredni povedi Da, poklical te bom.).
Členek je kot besedno vrsto leta 1974 definiral Jože Toporišič; dotlej so večino členkov prištevali med prislove. Tudi Slovar slovenskega knjižnega jezika označuje številne členke kot prislove. Glavna razlika med členki in prislovi je ta, da se po členku ne moremo vprašati. 
Če členke premeščamo znotraj iste povedi, se spremeni njen pomen. 
- prim. Samo brat poje v družini/Brat poje samo v družini.

## Delitev členkov
Toporišič je v svoji slovnici iz leta 2000 ločil med 14 vrstami členkov:
- členek čustvovanja,
- dodajalni členek,
- poudarni členek,
- presojevalni členek,
- navezovalni členek,
- izvzemalni členek,
- vprašalni členek,
- spodbujevalni nikalni členek,
- spodbujevalni trdilni členek,
- členek potrjevanja oziroma soglašanja,
- členek mnenja oziroma domneve,
- členek možnosti oziroma verjetnosti,
- členek zadržka,
- členek zanikanja oziroma nesoglašanja.

## Slovar slovenskih členkov
Založbi ZRC je leta 2014 izdala Slovar slovenskih členkov avtorice dr. Andreje Žele.